# Левенко Анатолій Володимирович
Анато́лій Володи́мирович Леве́нко (20 вересня 1952, Безуглівка, Ніжинський район, Чернігівська область, УРСР — 2013) — український і російський письменник, поет, кореспондент; знавець і популяризатор духовної і матеріальної культури народів Російської Півночі, зокрема Таймиру, перекладач українською з ненецької мови.

## Біографічні дані
Анатолій Володимирович Левенко народився 20 вересня 1952 року в селі Безуглівка на Ніжинщині.
Хлопець змалку полюбив літературу, ще в школі почав писати вірші та публікуватись у місцевій газеті. Відразу по закінченні школи вступив до Київського державного університету на факультет журналістики, де здобув журналістський фах. Потому 6 років пропрацював у Миколаївській молодіжній газеті.
Будучи позаштатним кореспондентом «Комсомольської правди», на одному з семінарів з нагоди 50-річчя газети (1975) А. В. Левенко познайомився з багатьма колегами з усього СРСР, зокрема й з далекого Таймиру.
Анатолій Левенко прийняв для себе доленосне рішення і 1981 року приїхав у Дудінку Таймирського (Долгано-Ненецького) автономного округу Красноярського краю РСФСР.
А. В. Левенко працював у газеті «Советский Таймыр» (у пострадянський час «Таймыр») кореспондентом, заввідділу, а починаючи від 1993 року — незмінним головним редактором цього періодичного видання.
Талановитого українця, закинутого долею на Крайню Північ Росії, не стало 2013 року.

## Творчість
Численні відрядження в найвіддаленіші закутки Таймиру, зустрічі з цікавими людьми допомогли Анатолію Левенку пізнати історію місцевих народів, зокрема ненців і нганасан. Він захопився творчістю цих народів, особисто записував зразки їхнього фольклору. Матеріали про полярників, оленярів, рибалок, враження з далеких поїздок лягали в основу творчості письменника й журналіста, ставали статтями, нарисами, віршами й оповіданнями.
Анатолій Левенко — автор поетичних збірок:
- «Вишня Арктики» (1992);
- «Земля Таймыр» (1993);
- «Спас Христос» (1995);
- «Тридцать три» (1995).

Друкувався також у колективних збірниках: «Боевые подруги» (1989), «Стихи таймырских авторов» (1990), «На поэтическом меридиане» (1998), «Город белых ромашек» (1999), «В наших северах» (2005), «Таймыр.75» (2007), «Поем тебя, Дудинка!» (2015); літературно-художніх альманахах «Полярное сияние» (1997—2006), «Голос тундры» (2011); на шпальтах газет «Красноярский рабочий», «Советский Таймыр», «Заполярная правда». Анатолій Володимирович — редактор і упорядник декількох збірок літераторів Крайньої Півночі Росії.
А. В. Левенко має оригінальний доробок у царині краєзнавства і фольклористики. Він, зокрема, автор збірника «Таймыр — олений край», а ще уклав невелике видання прислів'їв і приказок народів Таймиру «Северная мудрость» (1991). Анатолій Левенко намагався популяризувати фольклор народів Таймиру, з яким запізнався, рідною українською мовою — він є упорядником і перекладачем двох унікальних збірок народних казок, що вийшли у київському видавництві «Веселка»: «Богатир-Нарка» (1989) і «Дідусь-Наперсток» (1991, у співавторстві з А. В. Денисенком).
В особі А. В. Левенка Україна і українська наука втратили рідкісного фахівця з самодійських мов, знавця народів Півночі Росії.

## Джерело-посилання
- А. В. Левенко на сайті «Літературна мапа Красноярського краю» [Архівовано 26 квітня 2021 у Wayback Machine.] (рос.)